# Space Griffon VF-9
Space Griffon VF-9 (スペース グリフォン VF-9?) è un videogioco sparatutto del 1995 sviluppato da Panther Software per PlayStation.
Distribuito negli Stati Uniti d'America da Atlus, il gameplay è basato sul gioco Hamlet per NEC PC-9801. Del gioco è stata prodotta una conversione per Dreamcast.